# Dohrniphora cognata
Dohrniphora cognata är en tvåvingeart som beskrevs av Borgmeier 1960. Dohrniphora cognata ingår i släktet Dohrniphora och familjen puckelflugor. Inga underarter finns listade i Catalogue of Life.